# Ćehaje
Ćehaje es un pueblo en el municipio de Srebrenik, Bosnia y Herzegovina.

## Demografía
Según el censo de 2013, su población era de 852 habitantes.
| Etnicidad         | Número | Porcentaje |
| ----------------- | ------ | ---------- |
| Bosníaco          | 823    | 96,6%      |
| Croatas           | 6      | 0,7%       |
| Otro/no declarado | 23     | 2,7%       |
| Total             | 852    | 100%       |